# 鱷魚悖論
鱷魚悖論（英語：crocodile paradox），由斯多葛派哲学家提出，并记载于拉尔修的《哲人言行录》。悖论的故事情节为一条鳄鱼从一位母亲怀中夺走她的孩子，并由此引发一系列两难的情境。尽管被视为一种悖论，但因涉及到难以解决的两难处境，故也称为鳄鱼困境（英语：Crocodile Dilemma）。

## 故事
一位母親的孩子被一條鱷魚搶走了，這位母親救子心切，於是試著與鱷魚談判，希望能用任何條件換回她的孩子。鱷魚聽罷，便與她說：「如果妳答對我接下來提的問題，我就放了妳的孩子，如果妳答錯了，那妳的孩子可就小命不保了。」說完，鱷魚便問：「妳猜猜我是否會吃掉妳的孩子？」這位機智的母親思索了片刻，便回答鱷魚：「我猜您會吃掉我的孩子。」鱷魚沉思了一會兒，發現無論如何，自己推理中的分析句子與結果皆相矛盾，因此鱷魚陷入兩難，永遠無法履行自己的諾言。

## 分析
分析句子： 母親：「我想您會吃掉我的孩子」
邏輯：二值邏輯
假設：
（1）母親答對
（2）母親答錯
推理：
假設（1）：母親答對
```
        =>母親答對，孩子不會被吃掉（a）
        =>（a）與分析句子不符 =>孩子會被吃掉
```

假設（2）：母親答錯
```
        =>母親答錯，孩子會被吃掉（b）
        =>（b）與分析句子相符 =>孩子不會被吃掉
```

結論：此回答使得每個假設所推理出來的結果皆與之矛盾，悖論於焉成形。

## 变体

#### 国王和公鸡悖论
很久以前，一位国王决定吃一只公鸡，并只使用两种方式：红烧或清炖。他对公鸡说：“你来猜猜我会用哪种方式。如果你猜错，我就红烧；如果你猜对，我就清炖。我是国王，必守承诺。”
公鸡回答：“您会红烧我。”国王笑道：“恭喜你，猜对了。”于是，国王准备红烧。公鸡急忙说：“等等！您答应了如果我猜对了，就清炖。”国王顿时陷入困惑，不知如何执行他的承诺。最终，国王无奈之下只好放走了公鸡。

#### 守桥人悖论
中世纪逻辑学家布里丹提出了一个悖论：假设柏拉图守卫一座桥，任何未经允许的人不得通过。苏格拉底请求通行，柏拉图说：“如果你说的下一个命题是真，我让你过桥；如果是假，我把你扔下水。”
苏格拉底答道：“你会把我扔下水。”柏拉图陷入两难：若把苏格拉底扔下水，他就违背了诺言；若让他过桥，他同样违背了诺言。这个悖论让柏拉图无从执行他的承诺。

## 影視文化
於2014年開播的美國獨立單元劇《冰血暴》，第一季的第一集，名稱便被命名為鱷魚的困境。